# Anasillus
Anasillus is een kevergeslacht uit de familie van de boktorren (Cerambycidae). De wetenschappelijke naam van het geslacht werd voor het eerst geldig gepubliceerd in 1978 door Marinoni & Martins.

## Soorten
Anasillus is monotypisch en omvat slechts de volgende soort:
- Anasillus crinitus Marinoni & Martins, 1978